# Bubista
Bubista, pseudonimo di Pedro Leitão Brito (Boa Vista, 6 gennaio 1970), è un allenatore di calcio ed ex calciatore capoverdiano di ruolo difensore, tecnico della nazionale capoverdiana.

## Carriera

### Giocatore

#### Club
Nel corso della sua carriera da giocatore, Bubista milita in Spagna nel Badajoz dal 1995 al 1996 collezionando due presenze; successivamente si trasferisce in Angola all'Aviação rimanendovi per sei stagioni prima di tornare in patria al Falcões do Norte dove termina la carriera nel 2005.

#### Nazionale
Ha fatto parte della nazionale capoverdiana dal 1991 al 2005, con cui ha collezionato 28 presenze e di cui è stata capitano.

### Allenatore
Appesi gli scarpini al chiodo intraprende la carriera da allenatore in patria guidando Mindelense, Académica do Mindelo, Sporting Praia e Batuque. Nel gennaio 2020 viene selezionato come nuovo commissario tecnico della nazionale capoverdiana.

## Statistiche

### Statistiche da allenatore

#### Nazionale Capoverdiana
Statistiche aggiornate al 7 luglio 2021.
| Squadra    | Naz                   | dal             | al        | Record | Record | Record | Record     | Record | Record | Record | Record |
| G          | V                     | N               | P         | GF     | GS     | DR     | % Vittorie |        |        |        |        |
| ---------- | --------------------- | --------------- | --------- | ------ | ------ | ------ | ---------- | ------ | ------ | ------ | ------ |
| Capo Verde | Capo Verde (bandiera) | 29 gennaio 2020 | in carica | 40     | 19     | 9      | 11         | 49     | 36     | +13    | 47,50  |

#### Nazionale capoverdiana nel dettaglio
| Nov. 2020         | Capo Verde        | Qual. Coppa d'Africa 2021 | 2º nel Gruppo F, qualificato      | 2  | 0  | 2 | 0  | &0,00   | 0  | 0  | +0  |
| Mar. 2020         | Capo Verde        | Qual. Coppa d'Africa 2021 | 2º nel Gruppo F, qualificato      | 2  | 2  | 0 | 0  | 100,00& | 4  | 1  | +3  |
| 2021              | Capo Verde        | Qual. Mondiale 2022       | 2° nel Gruppo C, non qualificato' | 6  | 3  | 2 | 1  | 50,00   | 8  | 6  | +2  |
| gen.-feb. 2022    | Capo Verde        | Coppa d'Africa 2021       | Ottavi di finale                  | 4  | 1  | 1 | 2  | 25,00   | 2  | 4  | -2  |
| giu. 2022         | Capo Verde        | Qual. Coppa d'Africa 2023 | 2º nel Gruppo B, qualificato      | 2  | 1  | 0 | 1  | 50,00   | 2  | 2  | +0  |
| 2023              | Capo Verde        | Qual. Coppa d'Africa 2023 | 2º nel Gruppo B, qualificato      | 4  | 2  | 1 | 1  | 50,00   | 6  | 4  | +2  |
| nov. 2023         | Capo Verde        | Qual. Mondiale 2026       | Nel gruppo D                      | 2  | 1  | 1 | 0  | 50,00   | 2  | 0  | +2  |
| gen.-feb. 2024    | Capo Verde        | Coppa d'Africa 2023       | Quarti di finale                  | 5  | 3  | 2 | 0  | 60,00   | 8  | 3  | +5  |
| Dal 2015          | Capo Verde        | Amichevoli                |                                   | 12 | 5  | 1 | 6  | 41,67   | 17 | 16 | +1  |
| Totale Capo Verde | Totale Capo Verde | Totale Capo Verde         | Totale Capo Verde                 | 40 | 19 | 9 | 11 | 47,50   | 49 | 36 | +13 |

#### Panchine da commissario tecnico della nazionale capoverdiana
| Cronologia completa delle presenze e delle reti in nazionale ― Capo Verde | Cronologia completa delle presenze e delle reti in nazionale ― Capo Verde | Cronologia completa delle presenze e delle reti in nazionale ― Capo Verde | Cronologia completa delle presenze e delle reti in nazionale ― Capo Verde | Cronologia completa delle presenze e delle reti in nazionale ― Capo Verde | Cronologia completa delle presenze e delle reti in nazionale ― Capo Verde | Cronologia completa delle presenze e delle reti in nazionale ― Capo Verde | Cronologia completa delle presenze e delle reti in nazionale ― Capo Verde |
| Data                                                                      | Città                                                                     | In casa                                                                   | Risultato                                                                 | Ospiti                                                                    | Competizione                                                              | Reti                                                                      | Note                                                                      |
| ------------------------------------------------------------------------- | ------------------------------------------------------------------------- | ------------------------------------------------------------------------- | ------------------------------------------------------------------------- | ------------------------------------------------------------------------- | ------------------------------------------------------------------------- | ------------------------------------------------------------------------- | ------------------------------------------------------------------------- |
| 7-10-2020                                                                 | Andorra la Vella                                                          | Andorra                                                                   | 1 – 2                                                                     | Capo Verde                                                                | Amichevole                                                                | 2 Ryan Mendes                                                             | Cap: R.Mendes                                                             |
| 10-10-2020                                                                | Faro                                                                      | Capo Verde                                                                | 1 – 2                                                                     | Guinea                                                                    | Amichevole                                                                | Lisandro Semedo                                                           | Cap: M.Soares                                                             |
| 12-11-2020                                                                | Praia                                                                     | Capo Verde                                                                | 0 – 0                                                                     | Ruanda                                                                    | Qual. Coppa d'Africa 2021                                                 | -                                                                         | Cap: R.Mendes                                                             |
| 17-11-2020                                                                | Kigali                                                                    | Ruanda                                                                    | 0 – 0                                                                     | Capo Verde                                                                | Qual. Coppa d'Africa 2021                                                 | -                                                                         | Cap: R.Mendes                                                             |
| 26-3-2021                                                                 | Praia                                                                     | Capo Verde                                                                | 3 – 1                                                                     | Camerun                                                                   | Qual. Coppa d'Africa 2021                                                 | Kuca autorete Ryan Mendes                                                 | Cap: R.Mendes                                                             |
| 30-3-2021                                                                 | Maputo                                                                    | Mozambico                                                                 | 0 – 1                                                                     | Capo Verde                                                                | Qual. Coppa d'Africa 2021                                                 | autorete                                                                  | Cap: M.Soares                                                             |
| 8-6-2021                                                                  | Thiès                                                                     | Senegal                                                                   | 2 – 0                                                                     | Capo Verde                                                                | Amichevole                                                                | -                                                                         | Cap: Stopira                                                              |
| 1-9-2021                                                                  | Douala                                                                    | Rep. Centrafricana                                                        | 1 – 1                                                                     | Capo Verde                                                                | Qual. Mondiali 2022                                                       | Julio Tavares                                                             | Cap: R.Mendes                                                             |
| 7-9-2021                                                                  | Mindelo                                                                   | Capo Verde                                                                | 1 – 2                                                                     | Nigeria                                                                   | Qual. Mondiali 2022                                                       | Dylan Tavares                                                             | Cap: R.Mendes                                                             |
| 7-10-2021                                                                 | Accra                                                                     | Liberia                                                                   | 1 – 2                                                                     | Capo Verde                                                                | Qual. Mondiali 2022                                                       | Jamiro Monteiro Garry Rodrigues                                           | Cap: R.Mendes                                                             |
| 10-10-2021                                                                | Mindelo                                                                   | Capo Verde                                                                | 1 – 0                                                                     | Liberia                                                                   | Qual. Mondiali 2022                                                       | Ryan Mendes                                                               | Cap: R.Mendes                                                             |
| 13-11-2021                                                                | Mindelo                                                                   | Capo Verde                                                                | 2 – 1                                                                     | Rep. Centrafricana                                                        | Qual. Mondiali 2022                                                       | Julio Tavares Stopira                                                     | Cap: R.Mendes                                                             |
| 16-11-2021                                                                | Lagos                                                                     | Nigeria                                                                   | 1 – 1                                                                     | Capo Verde                                                                | Qual. Mondiali 2022                                                       | Stopira                                                                   | Cap: R.Mendes                                                             |
| 9-1-2022                                                                  | Yaoundé                                                                   | Etiopia                                                                   | 0 – 1                                                                     | Capo Verde                                                                | Coppa d'Africa 2021 - 1º turno                                            | Julio Tavares                                                             | Cap: Stopira                                                              |
| 13-1-2022                                                                 | Yaoundé                                                                   | Capo Verde                                                                | 0 – 1                                                                     | Burkina Faso                                                              | Coppa d'Africa 2021 - 1º turno                                            | -                                                                         | Cap: Stopira                                                              |
| 17-1-2022                                                                 | Yaoundé                                                                   | Capo Verde                                                                | 1 – 1                                                                     | Camerun                                                                   | Coppa d'Africa 2021 - 1º turno                                            | Garry Rodrigues                                                           | Cap: Stopira                                                              |
| 25-1-2022                                                                 | Bafoussam                                                                 | Senegal                                                                   | 2 – 0                                                                     | Capo Verde                                                                | Coppa d'Africa 2021 - Ottavi di finale                                    | -                                                                         | Cap: R.Mendes                                                             |
| 23-3-2022                                                                 | Orléans                                                                   | Guadalupa                                                                 | 0 – 2                                                                     | Capo Verde                                                                | Amichevole                                                                | Jovane Cabral Bebé                                                        | Cap: R.Mendes                                                             |
| 25-3-2022                                                                 | Murcia                                                                    | Liechtenstein                                                             | 0 – 6                                                                     | Capo Verde                                                                | Amichevole                                                                | 3 Benchimol Lisandro Semedo 2 Bebé                                        | Cap: J.Monteiro                                                           |
| 28-3-2022                                                                 | Murcia                                                                    | Capo Verde                                                                | 2 – 0                                                                     | San Marino                                                                | Amichevole                                                                | Kenny Rocha Santos Papalelé                                               | Cap: K.Rocha Santos                                                       |
| 3-6-2022                                                                  | Marrakech                                                                 | Burkina Faso                                                              | 2 – 0                                                                     | Capo Verde                                                                | Qual. Coppa d'Africa 2023                                                 | -                                                                         | Cap: Stopira                                                              |
| 7-6-2022                                                                  | Marrakech                                                                 | Capo Verde                                                                | 2 – 0                                                                     | Togo                                                                      | Qual. Coppa d'Africa 2023                                                 | Julio Tavares Jamiro Monteiro                                             | Cap: Stopira                                                              |
| 12-6-2022                                                                 | Fort Lauderdale                                                           | Ecuador                                                                   | 1 – 0                                                                     | Capo Verde                                                                | Amichevole                                                                | -                                                                         | Cap: L.Semedo                                                             |
| 23-9-2022                                                                 | Manama                                                                    | Bahrein                                                                   | 1 – 2                                                                     | Capo Verde                                                                | Amichevole                                                                | Diney Ryan Mendes                                                         | Cap: R.Mendes                                                             |
| 24-3-2023                                                                 | Praia                                                                     | Capo Verde                                                                | 0 – 0                                                                     | eSwatini                                                                  | Qual. Coppa d'Africa 2023                                                 | -                                                                         | Cap: R.Mendes                                                             |
| 28-3-2023                                                                 | Nelspruit                                                                 | eSwatini                                                                  | 0 – 1                                                                     | Capo Verde                                                                | Qual. Coppa d'Africa 2023                                                 | Ryan Mendes                                                               | Cap: R.Mendes                                                             |
| 12-6-2023                                                                 | Marrakech                                                                 | Marocco                                                                   | 0 – 0                                                                     | Capo Verde                                                                | Amichevole                                                                | -                                                                         | Cap: R.Mendes                                                             |
| 18-6-2023                                                                 | Praia                                                                     | Capo Verde                                                                | 3 – 1                                                                     | Burkina Faso                                                              | Qual. Coppa d'Africa 2023                                                 | Bebé Joao Paulo (rig.) Cle                                                | Cap: R.Mendes                                                             |
| 10-9-2023                                                                 | Lomé                                                                      | Togo                                                                      | 3 – 2                                                                     | Capo Verde                                                                | Qual. Coppa d'Africa 2023                                                 | Kevin Pina Benchimol                                                      | Cap: R.Mendes                                                             |
| 12-10-2023                                                                | Costantina                                                                | Algeria                                                                   | 5 – 1                                                                     | Capo Verde                                                                | Amichevole                                                                | Bebé                                                                      | Cap: G.Rodrigues                                                          |
| 17-10-2023                                                                | Fos-sur-Mer                                                               | Capo Verde                                                                | 1 – 2                                                                     | Comore                                                                    | Amichevole                                                                | Kenny Rocha Santos                                                        | Cap: K.Rocha Santos                                                       |
| 16-11-2023                                                                | Praia                                                                     | Capo Verde                                                                | 0 – 0                                                                     | Angola                                                                    | Qual. Mondiali 2026                                                       | -                                                                         | Cap: R.Mendes                                                             |
| 21-11-2023                                                                | Nelspruit                                                                 | eSwatini                                                                  | 0 – 2                                                                     | Capo Verde                                                                | Qual. Mondiali 2026                                                       | Ryan Mendes Jamiro Monteiro                                               | Cap: R.Mendes                                                             |
| 10-1-2024                                                                 | Rades                                                                     | Tunisia                                                                   | 2 – 0                                                                     | Capo Verde                                                                | Amichevole                                                                | -                                                                         | Cap: R.Mendes                                                             |
| 14-1-2024                                                                 | Abidjan                                                                   | Ghana                                                                     | 1 – 2                                                                     | Capo Verde                                                                | Coppa d'Africa 2023 - 1º turno                                            | Jamiro Monteiro Garry Rodrigues                                           | Cap: R.Mendes                                                             |
| 19-1-2024                                                                 | Abidjan                                                                   | Capo Verde                                                                | 3 – 0                                                                     | Mozambico                                                                 | Coppa d'Africa 2023 - 1º turno                                            | Bebé Ryan Mendes Kevin Pina                                               | Cap: R.Mendes                                                             |
| 22-1-2024                                                                 | Abidjan                                                                   | Capo Verde                                                                | 2 – 2                                                                     | Egitto                                                                    | Coppa d'Africa 2023 - 1º turno                                            | Benchimol Bryan Teixeira                                                  | Cap: R.Mendes                                                             |
| 29-1-2024                                                                 | Abidjan                                                                   | Capo Verde                                                                | 1 – 0                                                                     | Mauritania                                                                | Coppa d'Africa 2023 - Ottavi di finale                                    | Ryan Mendes (rig.)                                                        | Cap: R.Mendes                                                             |
| 3-2-2024                                                                  | Yamoussoukro                                                              | Capo Verde                                                                | 0 – 0 dts (1 - 2 dtr)                                                     | Sudafrica                                                                 | Coppa d'Africa 2023 - Quarti di finale                                    | -                                                                         | Cap: R.Mendes                                                             |
| Totale                                                                    |                                                                           | Presenze                                                                  | 40                                                                        |                                                                           | Reti                                                                      | 49                                                                        |                                                                           |

## Palmarès

### Giocatore

#### Competizioni nazionali
- Girabola: 1

Aviação: 2002